# Remigio Mendiburu

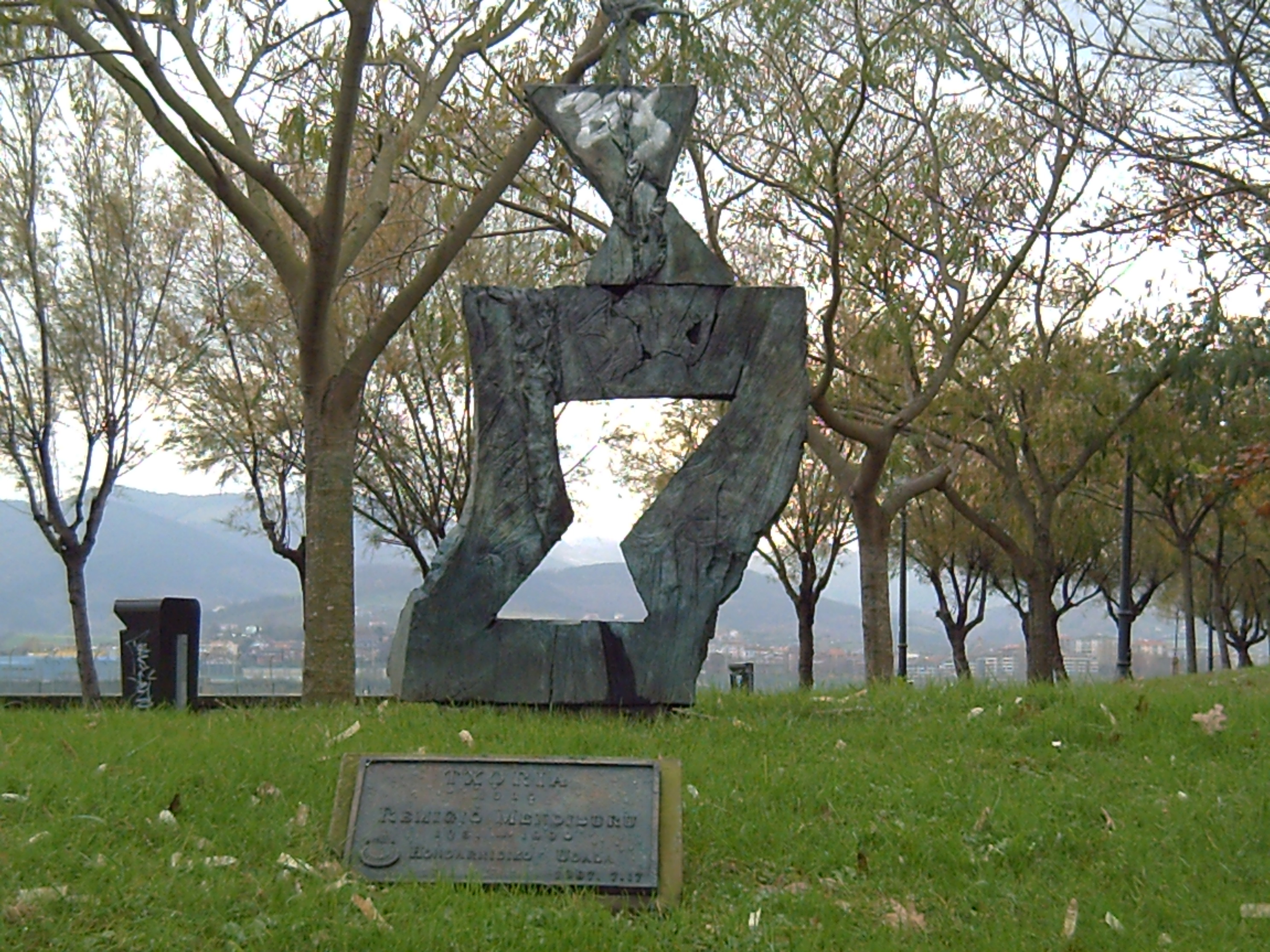
Txoria (L'Ocell), al parc del Puntal, Hondarribia.

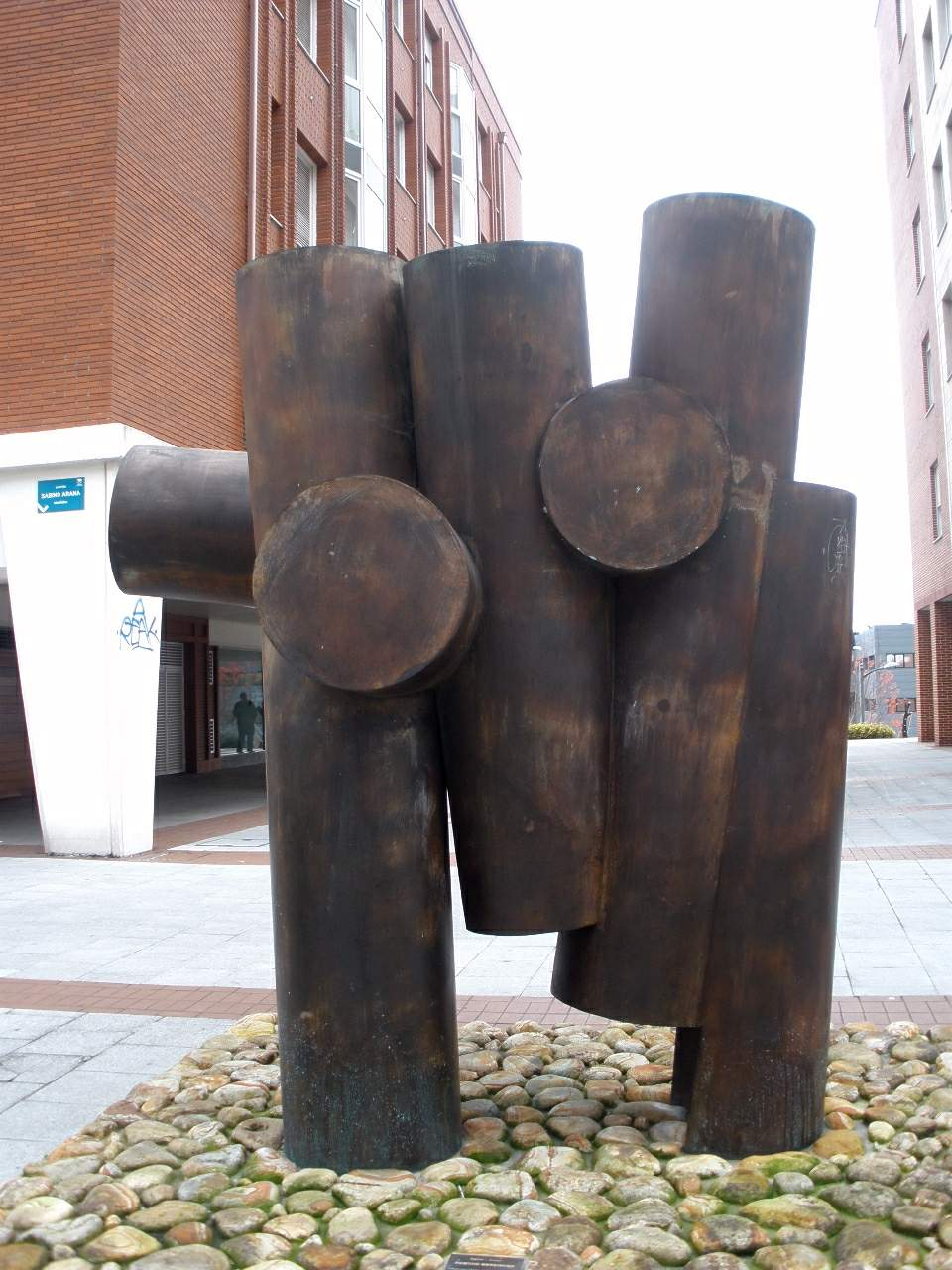
Escultura a Leioa.

Remigio Mendiburu Miranda (Hondarribia, Guipúscoa, 31 de juliol de 1931 – Barcelona, 16 d'abril de 1990) va ser un escultor basc.
Durant la Guerra Civil espanyola va haver d'exiliar-se a França. Va començar els seus estudis d'art sent molt jove, a l'Acadèmia de Sant Fernando de Madrid. D'allà es va traslladar a Barcelona, on va contactar amb els artistes i intel·lectuals de l'època: Tàpies, Joan Miró, Portabella, Guinovart…. El 1958 va viatjar a París, on va tenir el seu primer contacte amb l'Informalisme. En 1960 integra el Grup Gaur juntament amb Néstor Basterretxhea, Jorge Oteiza i Eduardo Chillida. Treballador infatigable, va exposar tant en grup com en solitari, en llocs com Madrid, Barcelona, París, Sant Sebastià, Tenerife, Mèxic, Venècia, Basilea… També va guanyar diversos premis.
La fusta ha estat la base del treball de Mendiburu però també va treballar la pedra i el metall. Una de les seves constants eren els troncs dels arbres. Va desenvolupar diversos temes, respectant les formes dels troncs manipulades de diferents maneres: l'experiència totèmica dels arbres abraçats, o eñs arbres que miren a les seves pròpies arrels.
Remigio Mendiburu va dissenyar el testimoni de la Korrika i l'escultura del Premi Manuel Lekuona que atorga Eusko Ikaskuntza.